# Berzème
Berzème ist eine französische Gemeinde mit 159 Einwohnern (Stand 1. Januar 2022) im Département Ardèche. Die Bewohner werden Berzemais und Berzemaises genannt.

## Geographie
Berzème liegt auf der Hochebene des Lava- und Basaltplateaus Coiron. Die Flüsse Payre und Lavézon fließen durch das Gemeindegebiet, an der westlichen Gemeindegrenze verläuft die Claduègne. Nachbargemeinden sind Darbres und Saint-Pons. Die nächstgrößte Stadt ist Aubenas in 14 Kilometern Richtung Südwesten.

## Geschichte
Fragmente von gallo-römischen Dachziegeln und Keramik lassen schon auf eine Besiedlung in der Antike schließen. 
Die Kirche des Ortes wurde erstmals 1170 erwähnt, als es um eine Siedlung Fuße des Château d’Allier ging. Anschließend lag der Ort ab dem 17. Jahrhundert unter der Lehnsherrschaft der Familie Fayon, wurde aber im 18. Jahrhundert an Jean Roqueplane verkauft, der schon vorher als Steuereintreiber im Dorf lebte. Das alte Schloss wurde in der Folge vieler Religionskriege zerstört, im 15. Jahrhundert wurde es durch ein neues Gebäude ersetzt.
| Jahr                       | 1962 | 1968 | 1975 | 1982 | 1990 | 1999 | 2006 | 2016 |
| -------------------------- | ---- | ---- | ---- | ---- | ---- | ---- | ---- | ---- |
| Einwohner                  | 166  | 173  | 123  | 131  | 107  | 135  | 138  | 179  |
| Quellen: Cassini und INSEE |      |      |      |      |      |      |      |      |

## Sehenswürdigkeiten
Das Schloss von Berzème aus dem 15. und 16. Jahrhundert ist mit seiner Basaltfassade und den runden Türmen typisch für den ländlichen Baustil zu dieser Epoche. Es besitzt zwei Etagen und wird von zwei Türmen an den Seiten flankiert. Auch die meisten Häuser im Ort bestehen aus diesem Gestein und stammen aus dem späten 15. Jahrhundert. Die neoromanische Kirche ist bekannt für ihre alte Holzglocke aus dem 18. Jahrhundert. Außerdem verfügt die Gemeinde über eine Kapelle aus dem 19. Jahrhundert.
Drei Nächte lang im Juli kommen besonders viele Besucher in den Ort, wenn der Tanzball von Berzème auf dem Place de la Mairie gefeiert wird.